# Flora Badensis Alsatica
Flora Badensis Alsatica (abreviado Fl. Bad.) es un libro con ilustraciones y descripciones botánicas que fue escrito por el botánico y naturalista alemán Carl Christian Gmelin y publicado en 4 volúmenes en los años 1805-1826, con el nombre de Flora Badensis Alsatica et confinium regionum Cis et Transrhenana : plantas a lacu Bodamico usque ad confluentem Mosellae et Rheni sponte nascentes exhibens secundum systema sexuale cum iconibus ad naturam delineatis / auctore Carolo Christiano Gmelin. – Karlsruhe.

## Publicación
- Volumen nº 1, Apr-May 1805;
- Volumen nº 2, May-Sep 1806;
- Volumen nº 3, 1808;
- Volumen nº 4, 1826;
- Volumen nº 5-7, cryptogams (no publicados)